# هرمز أباد (سميرم)
هرمز أباد هي قرية في مقاطعة سميرم، إيران. يقدر عدد سكانها بـ 0 نسمة بحسب إحصاء 2016.